# Miami Bici
 (décembre 2023).
Pour plus de détails, voir Fiche technique et Distribution.
Miami Bici est un film de comédie roumain sorti en 2020, réalisé par Jesús del Cerro et produit par Matei Dima et Codin Maticiuc.
Le film raconte l'histoire d'Ion (Dima) et Ilie (Maticiuc), deux amis roumains qui partent à Miami, en Floride, pour un travail bien rémunéré, sans qu'ils sachent qu'ils sont employés dans un trafic de drogue. Il est devenu un succès au box-office en Roumanie, étant le film le plus regardé en salles pendant trois semaines consécutives,, et gagnant plus de 2 500 000 $.

## Distribution
- Matei Dima : Ion
- Codin Maticiuc : Ilie
- Letitia Vladescu : Sorana
- Luis Koldo Fombellida : Tony
- Alexandru Baraboi : Mocanu
- Alessandra Bianchi : Marimar
- Antonella Cassia : policière
- Alexander Castro : le Cubain n°1
- Claudia Coria : Mercedes
- Devin Cruz : le Cubain n°2
- Rafael Moreno de la Torre : homme de main 1 Mammaia
- Jesús del Cerro : nouveau roumain #2
- Marius Dreghiciu : Dragos
- Peter Ebanks : Dead Guy
- Jace Elton : policier
- Horia Faghi : Loan Kid
- Ana Maria Fulga : la femme qui fait la fête
- Catalin Gheorghe : l'homme qui fait la fête
- Rey Hernández : policier
- Shuang Hu : le détective Jacky Lin